# Pierre-Noël Denieuil
Pour les articles homonymes, voir Denieuil.
Pierre-Noël Denieuil, né en 1951 à Saint-Étienne, est un sociologue et anthropologue français, directeur de recherche au CNRS émérite, spécialiste des cultures d'entreprise au Maghreb et des questions migratoires, notamment en Tunisie. Il est membre de l'URMIS, unité de recherche migrations et sociétés, CNRS/IRD.

## Biographie

### Origines et famille
Il est le fils de Gabrielle Antoinette Jourda de Vaux de Chabanolle et de Jacques Denieuil.

### Parcours
Dans sa jeunesse, Pierre-Noël Denieuil s'intéresse à la littérature et à la philosophie, notamment à celle de Hegel dont il retient la théorie dialectique du dépassement (Aufhebung), et pratique le théâtre. Après le baccalauréat, il décide alors de quitter sa ville natale pour entreprendre des études en sciences humaines.
En 1973, il rencontre l'ethnologue Robert Jaulin, ancien élève de Claude Lévi-Strauss, avec qui il se lie d'amitié et qui lui donne le goût de l'ethnologie. Robert Jaulin est alors son professeur à l'Université Paris VII. Ils collaborent ensemble jusqu'au décès de ce dernier en 1996.
En 1979, il soutient sa thèse en ethno-technologie à l'Université Paris VII sur Les jeux et les jouets, qui constitue un essai sur la vie des objets dans le monde moderne. Le jury est composé du psychologue social Serge Moscovici, de Robert Jaulin, et de l'anthropologue littéraire Michèle Duchet.
Il rentre en 1981 au CNRS et travaille avec Philippe d'Iribarne sur les déterminants culturels des organisations.
Il devient en 1988 chercheur associé à l'École des hautes études en sciences sociales au sein de l'Équipe de recherche en ethnologie urbaine et industrielle (ERAUI). En 1992, il intègre le laboratoire de sociologie du changement des institutions (IRESCO). Il collabore par la suite avec les sociologues Pierre Bouvier (initiateur en France de la socio-anthropologie), Renaud Sainsaulieu et Odile Piriou.
En 2004, il devient titulaire de l'habilitation à diriger des recherches à l'Université Paris V Sorbonne René Descartes, et publie Cultures et société, Itinéraires d'un sociologue aux Éditions L'Harmattan, qui propose une lecture transversale de la notion de culture, comme ciment des rapports sociaux et vectrice de lien social. Il y montre que la culture est un « outil de résistance symbolique et de résistance pour les dominés du rapport social ».
Ses enquêtes de terrain se poursuivent au Maroc et en Tunisie. Il collabore notamment avec le sociologue Abdel-Khalek Bchir, le sociologue Mohamed Madoui et la sociologue Houda Laroussi.
De septembre 2008 à août 2013, il dirige l'Institut de recherche sur le Maghreb contemporain basé à Tunis (IRMC), un des 27 centres de recherche français à l'étranger (IFRE), alors que le pays connaît une Révolution sans précédent en 2011 avec le renversement du régime de Zine el-Abidine Ben Ali. Il rédige la biographie de ces cinq années, parue sous le titre Le chercheur, le diplomate et la révolution.
En 2014, il est également chercheur détaché à l'IRD.
Il participe à la fondation d'un Centre d'anthropologie à Sousse (FLSH), qui devient partenaire du programme interdisciplinaire Film et Recherche en Sciences Humaines (FRESH) de la MRSH Université de Caen-Normandie.
En 2021, après plusieurs stages en restaurants, il obtient un certificat d'aptitude professionnelle (CAP) en cuisine et se consacre à cette passion, mélangeant une cuisine française de terroir à la cuisine orientale tunisienne et ottomane.

## Publications

### Livres
- Les Tunisiens, de traditions en révolution, ed. Ateliers Henry Dougier, collection Lignes de vie d’un peuple, Paris, 2021.
- Les descendants d’immigrés tunisiens en France et en Tunisie. La relation des deux rives, éd. Nirvana, Tunis, 2019. Préface de Dominique Thaly, dans le cadre de l’Agence ATI. En collaboration avec Sonia El Amdouni, Houda Laroussi, Radhia Mechken, Makrem Mandhouj et Nouha Doudech.
- L’art contemporain dans l’entreprise tunisienne. Récit d’une expérience, éd. Le bord de l’eau, La Muette, Bruxelles, 2018.
- Tunisie 2011-2014. Radioscopie d’une entrée en révolution : Chronologie, étapes, temps forts. En collaboration avec Houda Laroussi. Ed. L’Harmattan, Paris, 2017.
- Le chercheur, le diplomate et la révolution. Mémoires d’un directeur d’Institut français en Tunisie. 2008-2013. Ed. Diwan/Tunis, L’Harmattan/Paris 2016.
- Gilles Ferreol et Pierre-Noël Denieuil (éd), Les violences scolaires : acteurs, contextes, dispositifs. Comparaisons France-Maghreb. Ed Fernelmont, Bruxelles, 2013.

### Livres sur le Maghreb et les expériences françaises
- Les relations franco-libyennes au Fezzan de 1943 à 1956. Regards croisés Libye Tunisie France, Moncef Ouannes, P-N. Denieuil (éd). Ed. arabe/français CERES, Tunis, 2012.
- Entrepreneurs maghrébins. Terrains en développements. Pierre-Noël Denieuil et Mohamed Madoui (éd), 457 p. Ed. Karthala, Paris, 2011.
- Cultures et Société, Essai sur la diversité culturelle dans les rapports sociaux, Itinéraires d’un sociologue, 290 p. Ed. L’Harmattan, Paris, 2008.
- Le sauvage et le civilisé au siècle des Lumières, Essai sur les origines de la culture matérielle au siècle des Lumières, 85 p. Ed. L’Harmattan, Paris, 2007.
- Femmes et entreprises en Tunisie. Essai sur la culture du travail féminin, 170 p. Ed. L’Harmattan, col. Socio-anthropologie, Paris, 2005.
- Le développement social local et la question des territoires, 271 p. En collaboration avec Houda Laroussi. Ed. CREDIF, Tunis (2004) et éd. L’Harmattan, Paris, 2005.
- Emploi, formation et développement des territoires, de nouveaux enjeux pour l’AFPA, en collaboration avec Odile Piriou, 304 p. Ed. L’Harmattan, Paris, 2003.
- Création d’entreprise et développement local : Capitalisation d’une expérience de promotion de l’emploi par la micro et petite entreprise au Maroc, en collaboration avec Maria Crisetti-Largilière, 300 p. Ed. L’Harmattan et Ed. BIT, Paris, 2003.
- EDF-GDF, une entreprise publique face au marché. En collaboration et sous la direction de P. E. Tixier. Auteur de la partie 3 : "Les temps sociaux. Les effets de l'aménagement et de la réduction du temps de travail", p. 129-200. 204 p. Ed. La Découverte, Paris, 2000.
- Centres sociaux et foyers de jeunes travailleurs. Évaluation prospective des métiers et négociation sociale, en collaboration avec Brigitte Mouret, 320 p. Ed. La Documentation Française, Paris, 1997.
- Lien social et développement économique, sous la direction de P. N. Denieuil, Ed. L'Harmattan, Paris, 1997.
- Les entrepreneurs du développement. L'ethno-industrialisation tunisienne : la dynamique de Sfax, L'Harmattan, 208 p. Paris. Lauréat du Mot d’Or de la francophonie, 1992.
- Jeux et jouets, essais d’ethno-technologie, auteur de nombreux articles et sous la direction de Robert Jaulin, éd. Aubier-Montaigne, Paris, 1979.

### Préfaces ou postfaces d’ouvrages
- Préface (« De la loi du temps à la loi du sang ») à l’ouvrage de Soumaya Abdellatif, L’adoption en Tunisie, controverses filiales. Ed. L’Harmattan, 2020, Paris.
- Préface au livre de Youssef Sadik, Les paradoxes de l’employabilité au Maroc. Le travail et l’entreprise au Sud à l’épreuve de la mondialisation, éd. L’Harmattan, Paris, 2018.
- « Hommage à Mohamed Madoui », Postface au livre de Houda Laroussi, Le travail social au Maghreb : formation et professionnalisation, L’Harmattan, Paris, 2017.
- « Les entrepreneurs culturels », postface à l’ouvrage d’Abdel Benchenna et Luc Pinhas (dir.), Industries culturelles et entrepreneuriat au Maghreb, éd. L’Harmattan, Paris, 2016
- Les circulations entrepreneuriales en Méditerranée, Postface à l’ouvrage de Sylvie Daviet (sous la direction de), L’entrepreneuriat transméditerranéen, Ed. Karthala, 2015.
- Préface de l’ouvrage de Riadh Zghal, L’autonomisation des femmes tunisiennes : emploi et entrepreneuriat, éditions du CREDIF, Tunis, 2014.
- Postface de l’ouvrage de Maurice Blanc, M. Brahim Salhi et Josiane Stoessel-Ritz, Développement durable, citoyenneté et société civile, in Maghreb et Sciences sociales, éditions IRMC/L’Harmattan, Tunis/Paris, 2014.
- Préface (la négociation politique) de l’ouvrage collectif dirigé par Charlotte Jelidi, Les musées au Maghreb et leurs publics, Ed. La documentation française, Paris, 2013.
- Préface de l’ouvrage collectif de Sihem Najar, Penser la société tunisienne aujourd’hui. La jeune recherche en sciences sociales, p. 9-11. Ed. Cérès Éditions, Tunis, 2013.
- Avant-propos, De la colonie à l’État-nation : constructions identitaires au Maghreb (dossiers de François Pouillon, Noureddine Amara et Charlotte Jelidi), in Maghreb et sciences sociales 2012-13, éditions IRMC/L’Harmattan, Tunis/Paris, 2013.
- Préface de l’ouvrage Penser le corps au Maghreb (Monia Lacheb éd.), éditions IRMC/Karthala, Tunis/Paris, 2012.
- Avant-propos de l’ouvrage Le Maghreb et l’indépendance de l’Algérie (Amar Mohand-Amer et Belkhacem Benzenine éd.), éd. CRASC/IRMC/Karthala, Alger/Paris, 2012.
- Avant propos, « Marges, normes et éthique », in Maghreb et sciences sociales, Ed.IRMC/ L’Harmattan, 2011, Paris.
- Préface de l’ouvrage de Ridha Ben Amor, Les formes élémentaires de la solidarité en Tunisie. De l’entraide à la reconnaissance, pp. 7-9. Ed. L’Harmattan, Paris, 2011.
- Préface de l’ouvrage de Abdesselem Mahmoud, Architecture et urbanisme, d’hier à demain, p. IX-XII,. Ed. CPU (Centre de publications universitaires) de Tunis, Tunis, 2010.
- Préface à l’ouvrage de Rabah Nabli, Les entrepreneurs tunisiens, l’émergence difficile d’un nouvel acteur, p. 9-13. Ed. L’Harmattan, Paris, 2008.
- Préface à l’ouvrage de Sihem Najjar et Mohamed Kerrou, La décision sur scène, Regard sociologique sur le pouvoir décisionnel des femmes tunisiennes, p. 9-14. Ed. M.AJD, Cawtar, Beyrouth, 2007.
- « L’adolescence au cœur des choses ». Postface au livre de Imed Melitti et Dorra Mahfoud, Les adolescents tunisiens, p. 247-255. Presses universitaires de Tunis, 2006.